# دوري أذربيجان الممتاز 1995-96
دوري أذربيجان الممتاز 1995-96 (بالأذرية: Azərbaycan Top Liqası 1995/1996)‏ هو الموسم 5 من دوري أذربيجان الممتاز. أشرف على تنظيمه اتحاد أذربيجان لكرة القدم، وكان عدد الأندية المشاركة فيه 11، وفاز فيه نادي نيفتشي باكو.